# Iwan Astajkin
Iwan Pawłowicz Astajkin (ros. Иван Павлович Астайкин, ur. 7 lutego 1917 we wsi Simkino w guberni penzeńskiej, zm. 30 stycznia 1986 w Sarańsku) – radziecki działacz państwowy i partyjny.

## Życiorys
W 1934 ukończył kozłowskie technikum pedagogiczne, 1934-1938 pracował jako nauczyciel w szkole średniej i dyrektor szkoły średniej w Mordwińskiej ASRR, 1939 był sekretarzem rejonowego komitetu Komsomołu. Od 1939 należał do WKP(b), 1940 kierował wydziałem Mordwińskiego Obwodowego Komitetu Komsomołu, 1940-1941 był dyrektorem i nauczycielem szkoły średniej w Mordwińskiej ASRR, a 1941-1942 sekretarzem Mordwińskiego Obwodowego Komitetu Komsomołu. W 1942 został I sekretarzem Mordwińskiego Komitetu Obwodowego Komsomołu, do 1948 był słuchaczem Wyższej Szkoły Partyjnej przy KC WKP(b), od 1948 sekretarzem Mordwińskiego Komitetu Obwodowego WKP(b), potem do 1954 II sekretarzem Mordwińskiego Komitetu Obwodowego KPZR. W latach 1954–1971 był przewodniczącym Rady Ministrów Mordwińskiej ASRR, a 1971-1978 przewodniczącym Prezydium Rady Najwyższej Mordwińskiej ASRR. Był deputowanym do Rady Najwyższej ZSRR 6 kadencji.